# Energopetrol
Energopetrol Câmpina este o companie specializată în construcția rețelelor și instalațiilor electroenergetice în domeniul petrolului și gazelor din România, înființată în anul 1898.
Acționarul principal al companiei este Asociația Salariaților, care deține 48,79% din acțiunile societății.
Titlurile societății sunt listate la a doua categorie a Bursei de Valori București, din ianuarie 2004, sub simbolul ENP
Cifra de afaceri:
- 2008: 23,9 milioane de lei[3]
- 2007: 20,3 milioane lei[3]
- 2006: 17 milioane lei (5 milioane euro)[2]
- 2005: 11,6 milioane lei[4]
- 2004: 13,1 milioane lei (3,2 milioane euro)[5]
- 2003: 20,7 milioane lei (5,5 milioane euro)[5]

Venit net:
- 2008: 0,1 milioane lei[3]
- 2006: 0,1 milioane lei[2]
- 2005: 0,1 milioane lei[2]

## Istoric
La început a fost Societatea Română pentru Întreprinderi Electrice și Industriale (1898), apoi Electrica - S.A.R (1921), CONCORDIA - Departamentul Electrica, societate pe acțiuni româno-americană (1937) iar, după naționalizarea din 1948, SOVROMPETROL - Departamentul Electrica.
Din 1951 firma devine Trustul ENERGOPETROL iar din 1990 societatea poartă actualul nume.
În anul 1991 a devenit societate pe acțiuni.